# 専門学校テクニカルカレッジ神戸
専門学校テクニカルカレッジ神戸（せんもんがっこうテクニカルカレッジこうべ）は、かつて兵庫県神戸市にあった自動車に関する専修学校。学校法人宮本学園が運営主体であった。
2009年10月13日に、経営母体の宮本学園の経営が行き詰まったとして、授業を完全に停止した。専門学校では8月ごろから教職員への給料の支払いが一部滞り始めていたという。

## 所在地
- 兵庫県神戸市中央区琴ノ緒町5-7-1

## 設置学科
- 自動車工学科
  - モータースポーツコース
  - カスタマイズコース
  - 自動車整備士コース